# Bitume routier
Un bitume routier (paving bitumen en anglais, Straßenbaubitumen en allemand) est un bitume utilisé pour l’enrobage des granulats destinés à la construction et l'entretien des routes et des structures assimilées.

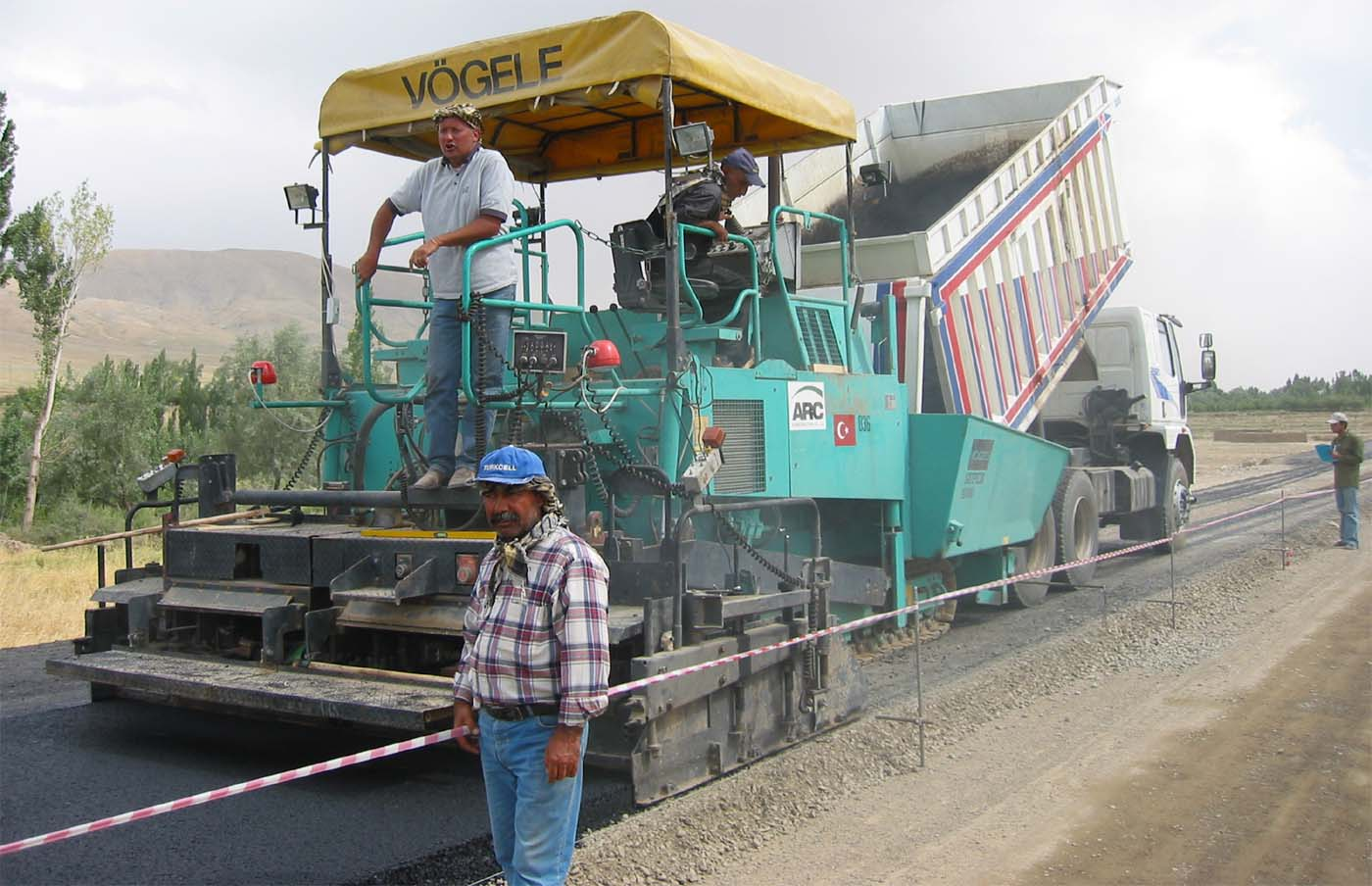
Épandage de matériaux bitumineux en Turquie

## Spécifications en Europe

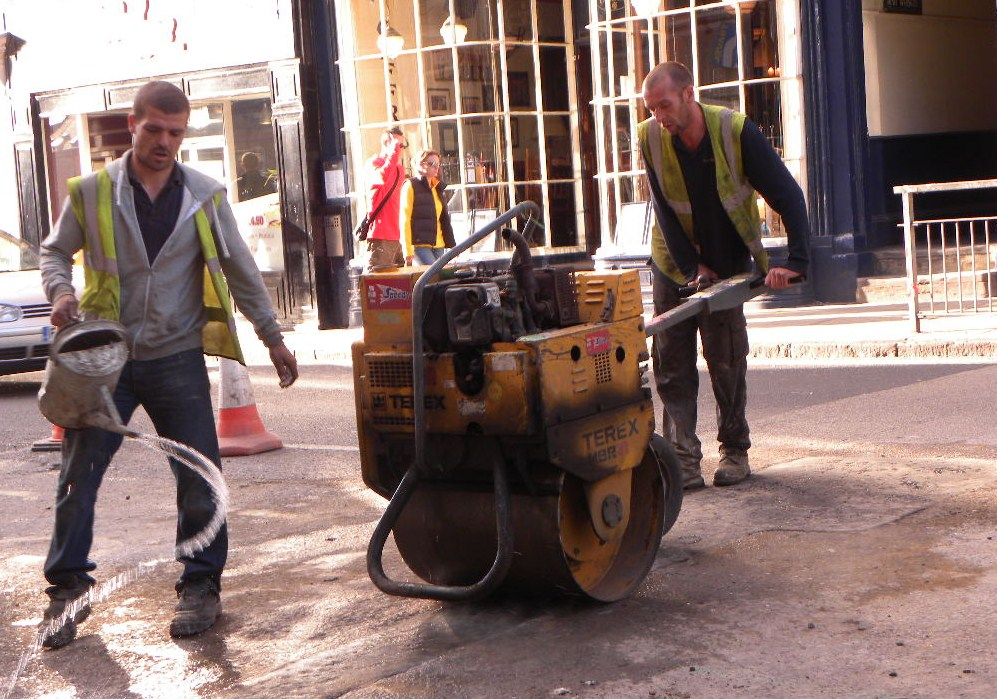
Compression du matériau de réparation d'une tranchée dans une voirie urbaine.

La norme européenne EN-12591 définit un cadre de spécifications applicables sur l’ensemble des pays d’Europe. Chaque pays a défini, selon ses conditions climatiques, les propriétés des bitumes routiers les plus adaptés. Celles-ci, choisies par un pays lors de la transcription de la norme, deviennent dès lors obligatoires dans ce pays.
On distingue trois groupes de classes pour les bitumes routiers :
- bitumes durs de pénétrabilité comprise entre 20 et 330 dixièmes de mm ;
- bitumes semi-durs de pénétrabilité comprise entre 250 et 900 dixièmes de mm ;
- bitumes mous spécifiés par leur viscosité cinématique à 60 °C.

### Bitumes durs
Il existe 9 classes de bitumes durs.
| Caractéristique                                       | Unité     | Essai normalisé | Classe  | Classe  | Classe  | Classe  | Classe  | Classe  | Classe  | Classe  | Classe  |
| Caractéristique                                       | Unité     | Essai normalisé | 20-30   | 30-45   | 35-50   | 40-60   | 50-70   | 70-100  | 100-150 | 160-220 | 250-330 |
| ----------------------------------------------------- | --------- | --------------- | ------- | ------- | ------- | ------- | ------- | ------- | ------- | ------- | ------- |
| Pénétrabilité à 25 °C                                 | (1/10 mm) | EN 1426         | 20-30   | 30-45   | 35-50   | 40-60   | 50-70   | 70-100  | 100-150 | 160-220 | 250-330 |
| Point de ramollissement bille et anneau               | (°C)      | EN 1427         | 55 à 63 | 52 à 60 | 50 à 58 | 48 à 56 | 46 à 54 | 43 à 51 | 39 à 47 | 35 à 43 | 30 à 38 |
| Résistance au durcissement RTFOT à 163 °C             |           | EN 12607-1      |         |         |         |         |         |         |         |         |         |
| — Perte de masse au chauffage (163 °C, 5 h)           | %         | EN 12607 1      | 0,5     | 0,5     | 0,5     | 0,5     | 0,5     | 0,8     | 0,8     | 1       | 1       |
| — Pénétrabilité restante après durcissement, minimum  | %         | EN 1426         | 55      | 53      | 53      | 50      | 50      | 46      | 43      | 37      | 35      |
| — Point de ramollissement après durcissement, minimum | °C        | EN 1427         | 57      | 54      | 52      | 49      | 48      | 45      | 41      | 37      | 32      |
| Point d’éclair, minimum                               | °C        | EN 22592        | 240     | 240     | 240     | 230     | 230     | 230     | 230     | 220     | 220     |
| Solubilité dans le tétrachloroéthylène (C2Cl4) (%)    | %(mm)     | EN 12592        | 99      | 99      | 99      | 99      | 99      | 99      | 99      | 99      | 99      |

### Bitumes semi-durs
Il existe 4 classes de bitumes semi-durs.
| Caractéristique                                    | Unité     | Essai normalisé | Classe  | Classe  | Classe  | Classe  |
| Caractéristique                                    | Unité     | Essai normalisé | 250/330 | 330/430 | 500/650 | 650/900 |
| -------------------------------------------------- | --------- | --------------- | ------- | ------- | ------- | ------- |
| Pénétrabilité à 15 °C                              | (1/10 mm) | EN 1426         | 70-130  | 90-170  | 140-260 | 180-360 |
| Viscosité dynamique à 60 °C, minimum               | Pa×s      | EN 12596        | 18      | 12      | 7       | 4,5     |
| Viscosité cinématique à 135 °C, minimum            | mm2/s     | EN 12595        | 100     | 85      | 65      | 50      |
| Résistance au durcissement RTFOT à 163 °C          |           | EN 12607-1      |         |         |         |         |
| — Perte de masse au chauffage                      | %         | ou              | 1       | 1       | 1,5     | 1,5     |
| — rapport de viscosité à 60 °C, maximum            | %         | EN 12607-3      | 4       | 4       | 4       | 4       |
| Point d’éclair, minimum                            | °C        | EN 22719        | 180     | 180     | 180     | 180     |
| Solubilité dans le tétrachloroéthylène (C2Cl4) (%) | %(mm)     | EN 12592        | 99      | 99      | 99      | 99      |

### Bitumes mous
Il existe 4 classes de bitumes mous.
| Caractéristique                                    | Unité | Essai normalisé | Classe    | Classe    | Classe    | Classe     |
| Caractéristique                                    | Unité | Essai normalisé | V1500     | V3000     | V6000     | V12000     |
| -------------------------------------------------- | ----- | --------------- | --------- | --------- | --------- | ---------- |
| Viscosité cinématique à 60 °C, minimum             | mm2/s | EN 12595        | 1000-2000 | 2000-4000 | 4000-8000 | 8000-16000 |
| Résistance au durcissement RTFOT à 120 °C          |       | EN 12607-2      |           |           |           |            |
| — Perte de masse au chauffage                      | %     |                 | 2         | 1,7       | 1,4       | 1          |
| — rapport de viscosité à 60 °C, maximum            | %     |                 | 3         | 3         | 2,5       | 2          |
| Point d’éclair, minimum                            | °C    | EN 22719        | 160       | 160       | 180       | 180        |
| Solubilité dans le tétrachloroéthylène (C2Cl4) (%) | %(mm) | EN 12592        | 99        | 99        | 99        | 99         |

## Spécifications en France
Cinq classes de bitumes fluidifiés sont définies dans la norme NF T 65-002.
| Caractéristique                                       | Unité     | Essai normalisé | Classe  | Classe  | Classe  | Classe  | Classe  |
| Caractéristique                                       | Unité     | Essai normalisé | 20-30   | 35-50   | 50-70   | 70-100  | 160-220 |
| ----------------------------------------------------- | --------- | --------------- | ------- | ------- | ------- | ------- | ------- |
| Pénétrabilité (25 °C, 100 g, 5 s)                     | (1/10 mm) | EN 1426         | 20-30   | 35-50   | 50-70   | 70-100  | 160-220 |
| Point de ramollissement bille et anneau               | (°C)      | EN 1427         | 55 à 63 | 50 à 58 | 46 à 54 | 43 à 51 | 35 à 43 |
| Résistance au durcissement RTFOT à 163 °C             |           | EN 12607-1      |         |         |         |         |         |
| — Perte de masse au chauffage (163 °C, 5 h)           | %         | EN 12607-1      | 0,5     | 0,5     | 0,5     | 0,5     | 0,5     |
| — Pénétrabilité restante après durcissement, minimum  | %         | EN 1426         | 55      | 53      | 50      | 46      | 37      |
| — Point de ramollissement après durcissement, minimum | °C        | EN 1427         | 57      | 52      | 48      | 45      | 37      |
| — Augmentation du point de ramollissement, maximum    | °C        | EN 1427         | 8       | 8       | 9       | 9       | 11      |
| Point d’éclair (appareil Cleveland)                   | °C        | EN 22592        | 240     | 240     | 230     | 230     | 220     |
| Solubilité dans le tétrachloroéthylène (C2Cl4) (%)    | cm        | EN 12592        | 99      | 99      | 99      | 99      | 99      |
| Teneur en paraffine                                   | %         | EN 12606-2      | 4,5     | 4,5     | 4,5     | 4,5     | 4,5     |